# یواس‌اس کبوتر (ای‌اس‌آر-۲۱)
یواس‌اس کبوتر (ای‌اس‌آر-۲۱) (به انگلیسی: USS Pigeon (ASR-21)) یک زیردریایی است که طول آن ۲۵۱ فوت (۷۷ متر) می‌باشد. این زیردریایی در سال ۱۹۶۹ ساخته شد.